# Camélas
Camélas (katalanisch Cameles) ist eine französische Gemeinde mit 463 Einwohnern (Stand 1. Januar 2022) im Département Pyrénées-Orientales in der Region Okzitanien. Sie gehört zum Arrondissement Céret und zum Kanton Les Aspres.

## Geografie
Nachbargemeinden:

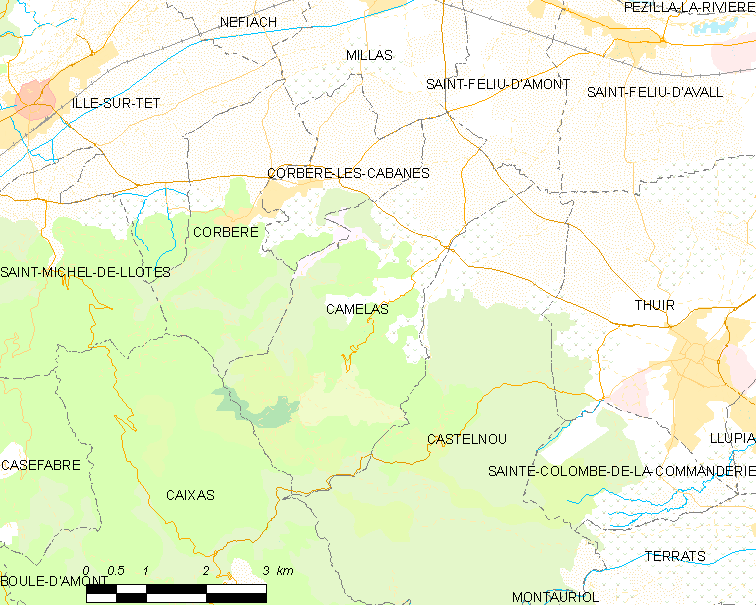
Karte von Camélas

Nachbargemeinden von Camélas sind Millas im Norden, Saint-Féliu-d‘Aumont im Nordosten, Castelnou im Südosten, Caixas im Südwesten, Corbère im Westen sowie Corbère-les-Cabanes im Nordwesten.

## Bevölkerungsentwicklung
| Jahr      | 1962 | 1968 | 1975 | 1982 | 1990 | 1999 | 2013 | 2021 |
| Einwohner | 313  | 289  | 268  | 308  | 323  | 396  | 428  | 457  |

## Sehenswürdigkeiten
- Kirche Saint-Fructueux (Monument historique)
- Kapelle Saint-Martin in La Roca
- Kirche Saint-Michel in Vallcrosa
- Dolmen Caixeta (Monument historique)